# News!371〜アクトレス
News!371〜アクトレス（ニュース!さんなないちアクトレス）は2009年10月3日から2010年3月18日（いずれも初回放送）までエンタ!371（スカパー!・Ch.371）にて放送されていた情報番組。人気女優から新人女優にわたる女優情報を紹介する。前身となる番組は「News!371〜ジュニア」。
MCは前番組から引き続き田中美晴が担当。第4回からは同じくエンタ!371で放送されていた「高倉文紀の女優系美少女レポート」（2008年4月 - 2009年12月）と統合、高倉文紀がMCに加わり「高倉文紀・田中美晴のNews!371アクトレス」としてリニューアルした。後番組は「高倉文紀・日向千歩のGirlsNewsアクトレス」。

## 出演者
- MC：田中美晴、高倉文紀（第4回 - ）

- 第1回： 朝倉あき、小雪、芦名星、大後寿々花、上野樹里、 小池里奈、桜庭ななみ
- 第2回： 山本ひかる、寒竹ゆり、佐々木希、木村佳乃、杏、 井上真央、戸田恵梨香、広末涼子、穂のか
- 第3回： 森カンナ、山本ひかる、佐伯日菜子、川村ゆきえ、逢沢りな、小林涼子、山下リオ、福田麻由子、志田未来